# Кукушка (Амурская область)
Кукушка — упразднённый посёлок в Зейском районе Амурской области России. Исключен из учётных данных в 1974 году.

## География
Посёлок располагался на правом берегу реки Гилюй в месте впадения в неё ручья Кукушкин, на расстоянии примерно 67 километров (по прямой) к северо-западу поселка Кировский.

## История
Решением Амурского исполкома от 7 июня 1974 года № 253, посёлок Кукушка исключен из учётных данных как несуществующий.